# Leshkām
Leshkām (persiska: Leshkām-e Bālā Maḩalleh, لشکام) är en ort i Iran.   Den ligger i provinsen Gilan, i den norra delen av landet, 220 km nordväst om huvudstaden Teheran. Antalet invånare är 478.
Terrängen runt Leshkām är mycket platt. Runt Leshkām är det tätbefolkat, med 397 invånare per kvadratkilometer. Närmaste större samhälle är Lāhījān, 16,4 km söder om Leshkām. Trakten runt Leshkām består till största delen av jordbruksmark.